# ワードナの森
『ワードナの森』（ワードナのもり）は、1987年にタイトーより稼働されたアーケードゲーム。
開発は東亜プラン。日本国外では『Wardner』（ワードナ）のタイトルで稼働された。

## ゲーム内容
8方向レバーと、ショット、ジャンプの2ボタンでプレイヤーを操作。全5ステージ構成、1周で終了。ゲーム開始前にプレイヤーは名前を入力でき、クリアまたはゲームオーバー時にスコアランキングに自動で記録される。
最初、プレイヤーが使用できる標準武器である「炎の魔法」は1発しか撃てない。途中で敵を倒すと入手できるアイテムボール小を16個取るか、アイテムボール大を1個取ることで魔法の炎が1個増えショットがパワーアップする。最大10連射まで可能で、状態は画面下の所持武器と●のマトリクスで確認可能である。
また、ステージの要所要所や敵を撃破した後に出現する金塊やドル袋を集めることでゴールドが溜まり、ステージクリア時のアイテムショップで、溜めたゴールドを使って特殊武器やマントなどを購入し自機の能力を高めるパワーアップが可能。
なお、アイテムショップは面クリア後に1回しか訪れる機会が無く、アイテムを購入出来る機会は2～5面開始時各1回の全4回しかない。そのため、全面クリアを目指すにはある程度計画を持った購入が必要とされる。
マントを装備していない状態で敵の攻撃を受けるとミス。マントを装備していると攻撃を1回防ぐ事が出来、マントはショップで針と糸を購入していれば一度だけ修復可能である。
この他にもステージの途中にある穴に落ちたりタイムオーバーでもミスとなる。通常設定では3ミスでゲームオーバー。得点によるエクステンドは、工場出荷時設定では3万点毎に1人追加となる。
ミスすると購入したアイテム類は総て没収され特定のポイントから再スタートとなる。なお、ミスするまでに確定したショットパワーアップ状態と特殊武器はそのままで続行できる。

### 武器またはオプション
普通の武器
- 標準武器（公式名称無し）
前方に放物線を描き落下する炎の魔法で、威力、大きさ、射程、ショットスピードとも最低。地面に着くと消える。短距離射程のためパワーアップしていれば唯一ショット間の隙に優れる。アイテムショップで特殊武器を購入すると以降は使えなくなる。
特殊武器を購入しなければずっと使い続けられるが、2面以降のボスや最終面の構成からこの武器で全面クリアする事は非常に困難を伴う。

特殊武器
- 星の剣
アイテムショップから購入可能。自機の中心から前方に上下揺らぎながら前に進んでいく標準武器よりは大きい細長い赤い炎の魔法。画面端まで飛んでいく。標準の連射数が少ない時は画面中にショットが残っている間隙が出来てしまうが、画面端まで届く武器のため序盤で購入するプレイヤーが多い。
- 月の剣
アイテムショップから購入可能。自機のやや上の位置から発射され回転軌道を描きながら画面端まで飛んでいく大きめの丸の光の魔法。星の剣よりは威力が高く、ショットスピードも速いため隙が出にくい。しかしそのショット特性から使い手を選ぶ為、プレイヤーによっては購入しない武器。
- 太陽の剣
アイテムショップから購入可能。所謂レーザーで自機の中心から白いミサイルのような高速の光の魔法を前方に放つ。貫通能力は無い。
アイテムショップ最高額の内容は伊達では無く、威力も高く最終面の敵にはほぼ必須となる。自機の位置に応じ上下に追尾するが連射能力が高くないと隙が多くなるのは星の剣と一緒。

オプション
- マント
1度だけ敵の攻撃を受けてもミスにはならない。アイテムショップで購入出来るほか、道中にも取得出来る場所がある。
- 糸と針
アイテムショップから購入可能。マント装備時のみ購入可。1度だけマントを修復できる。そのため初回ミス時には必ずこちらから消費される。
- 時計
アイテムショップから購入可能。所持している時にタイムが0になった場合、画面右下に表示されている制限時間が1分加算され、消費される。救済アイテム。
- オカリナ
特定の面のアイテムショップから購入可能。ある場所で所持していると自動的に使用され、火の鳥を呼べる。火の鳥に捕まると画面上の安全地帯にいながら道中をかなりスキップすることが出来る。
- ハイジャンプシューズ
特定の面のアイテムショップから購入可能。バネのあるところで装備していると高く飛ぶ事が出来る。
- 妖精
敵への攻撃判定を持ち自機の軌道を追尾する空飛ぶ妖精がプレイヤーの背後につく。事実上のバリア装備で合計2人まで装備が可能。道中には通常2人しか存在せず、残機が減ると失われるため、最終面まで2人連れて行くためには必然的に全面ノーミスプレイを強いられる。最終面で装備していると難易度が格段に下がる場所がある。

### 操作時の特徴・テクニック
- プレイヤーは落下中、レバー左右での落下地点の調整ができないという特徴を持つ。そのため、1面のマントを取るには1度右に行き、高い場所から降りてから、左へ向かう必要がある。
- マントや「糸と針」はプレイヤーのダメージを吸収してくれる。ただし、その後の無敵時間は1秒程度と極端に短いため、立て続けにダメージを受けてミスする事がよくある。
- プレイヤーがしゃがんだときと同じ高さの1ブロック分の隙間は、レバーを上下に動かしながら進むと入ることができる。4面にある妖精アイテムを取るときなどに必要。
- ハシゴに登ったまま後ろに下がると、妖精をプレイヤーの手前に持ってこられる。これを利用して、妖精で4面のハシゴから降って来る石の攻撃判定を消すことができる。

## 設定

### ストーリー
主人公の少年と少女は思わぬことから不思議な世界（ワードナの森）に迷い込んでしまった。少女は水晶玉に変えられ、森の支配者ワードナに森の奥深くに連れ去られてしまう。少年は意を決し、魔法の炎を武器に少女を取り戻しに行く。

### ステージ構成
1. 不思議な森
2. 建物
3. 林
4. 城
5. 城の地下＆ワードナの部屋

## 移植版
| No. | タイトル                                        | 発売日                  | 対応機種                      | 開発元                  | 発売元                  | メディア                                             | 型式          | 備考 |
| --- | ----------------------------------------------- | ----------------------- | ----------------------------- | ----------------------- | ----------------------- | ---------------------------------------------------- | ------------- | --- |
| 1   | ワードナの森                                    | 1988年3月25日           | ディスクシステム              | 東亜プラン              | タイトー                | ディスクカード両面                                   | TFD-WAD       | |
| 2   | ワードナの森SPECIAL                             | 1991年4月26日 1991年5月 | メガドライブ                  | 東亜プラン ドラグネット | ビスコ Mentrix Software | 4メガビットロムカセット                              | T-58013 58016 | |
| 3   | 飛翔鮫!鮫!鮫! -TOAPLAN ARCADE GARAGE-           | 2022年4月28日           | PlayStation 4 Nintendo Switch | エムツー                | エムツー                | ダウンロード Blu-ray Disc（PS4） ゲームカード（NSW） |               | アーケード版およびディスクシステム版の移植。 AC版は海外版『WARDNER』、『PYROS』も同時収録。 ダウンロード版はDLCの購入が必要 (PS4パッケージ版も状況により購入することになる)。 |
| 4   | イーグレットツー ミニ アーケードメモリーズVol.2 | 2023年12月21日          | イーグレットツー ミニ         | 瑞起 ※本体の開発元      | タイトー                | SDカード                                             | -             | アーケード版の移植 追加SDカードに入っている10作品の1つとして収録。 |
| 5   | ワードナの森                                    | 2024年10月4日           | MD/MD互換機                   | TATSUJIN                | コロンバスサークル      | ロムカセット                                         |               | タイトル画面や著作権表示は新規だが実質SPECIALの再販売 |
| 6   | Amusement Arcade TOAPLAN                        | INT 2024年11月16日      | iOS Android                   | TATSUJIN                | TATSUJIN                | ダウンロード （App Store、Google Play）              | -             | アーケード版の移植 東亜プラン制作のゲーム25本をカップリング。 |

PCエンジン版
1988年にNECアベニューのPCエンジン参入第一弾タイトルとして発売予定であり、途中雑誌の記事や広告・チラシ等に公開された開発中の画面は、見た目はかなりアーケード版に近い仕上がりとなっていた。しかしその後は幾度となく発売延期を繰り返し、ソフトの供給媒体もHuCARD→CD-ROM²→SUPER CD-ROM²と次々と変更され、最終的に1993年春にPCエンジン版のワードナの森は発売中止という顛末を迎えることになる。事の経緯の諸事情については多部田俊雄の項を参照のこと。
PlayStation 4、Nintendo Switch版『飛翔鮫!鮫!鮫! -TOAPLAN ARCADE GARAGE-』
2022年4月28日、開発（移植）を担当するエムツーが自社で販売も担当して展開しているレトロゲーム移植シリーズ「M2ショットトリガーズ」に収録。
このソフトに収録されるラインナップは国内版に加え、海外版『WARDNER』、『PYROS』、更にディスクシステム版も同時収録。
なお、ダウンロード版に関しては、別売りのDLC「飛翔鮫！鮫！鮫！CS ＋ ワードナの森 DLC」を購入することによりプレイ可能となる。また、Playstation4版のパッケージ版は、このDLCコードが封入と言う形なので、中古などで購入した場合には、コードが入っていない・適用済みとなっている場合があるので、PlayStationStoreでDLCを購入する必要がある。

## スタッフ
メガドライブ版
- プロデューサー：秋山哲雄
- オリジナルワークス：東亜プラン
- ディレクター：糸井泰久
- アシスタント・ディレクター：DON GABACHO、ANN HIRAKAWA
- プログラミング：大野正治、河野高典、おぐらひろし
- キャラクター・デザイン：東亜プラン、たちばなきょうこ
- 音楽：東亜プラン、岡林和男
- 音楽アレンジ：岡林和男
- サウンド・エフェクト：岡林和男、大野正治
- スペシャル・サンクス：神尾憲一

## 評価
ファミリーコンピュータ版
- ゲーム誌『ファミコン通信』の「クロスレビュー」では合計24点（満40点）となっている[5]。

- ゲーム誌『ファミリーコンピュータMagazine』の読者投票による「ゲーム通信簿」での評価は以下の通りとなっており、14.80点（満25点）となっている[7]。

| 項目 | キャラクタ | 音楽 | 操作性 | 熱中度 | お買得度 | オリジナリティ | 総合  |
| 得点 | 3.10       | 2.90 | 3.00   | 3.00   | -        | 2.80           | 14.80 |

メガドライブ版
- ゲーム誌『ファミコン通信』の「クロスレビュー」では合計21点（満40点）となっている[6]。

- ゲーム誌『メガドライブFAN』の読者投票による「ゲーム通信簿」での評価は以下の通りとなっており、13.06点（満30点）となっている[3]。

| 項目 | キャラクタ | 音楽 | 操作性 | 熱中度 | お買得度 | オリジナリティ | 総合  |
| 得点 | 2.41       | 2.30 | 2.03   | 2.22   | 2.05     | 2.05           | 13.06 |

- ゲーム本『メガドライブ大全』（2004年、太田出版）では、「アクション嫌いのためのアクションゲーム、と言ってもウソではない低難易度ソフト」、「あのシューティングの鬼・東亜プランが開発した、というのは信じがたい事実だ」と評している[9]。

## その他
- 本作の主人公の名前はゲーム開始前にプレイヤーが入力するが、移植版では主人公は「アラモード王子」ヒロインは「プリン姫」と、キャラ名は最初から設定されている。

- フジテレビ系列で1990年に放映されていたお笑いバラエティ番組『ウッチャンナンチャンの誰かがやらねば!』では、番組内の1コーナーである「ナンチャンを探せ!」で、本作並びに同社の『TATSUJIN』（1988年）のBGMが使用されていた。